# Mikoyan-Gourevitch MiG-3
Le Mikoyan-Gourevitch MiG-3 (en russe : Микоян-Гуревич МиГ-3) constitue, avec le MiG-1, le premier avion conçu par le bureau d'étude des ingénieurs Artem Mikoyan et Mikhaïl Gourevitch. C'est pour la conception et la mise en production de cette famille de chasseurs soviétiques que fut formé le futur OKB MiG. Leur premier essai fut réussi car l'avion connut une production importante. Cependant, bien qu'il bénéficiât de grandes qualités, comme une vitesse de pointe élevée, sa conception en tant qu'intercepteur de haute altitude limita son emploi dans le contexte du front de l'Est où les combats aériens avaient le plus souvent lieu en dessous de 5 000 mètres. L'arrêt de la production de son moteur Mikulin AM-35 (en) au profit du Mikulin AM-38 (en) équipant alors le Iliouchine Il-2 entraîna l'arrêt de sa propre production.
C'est sur un MiG-3 que commence, entre autres, la carrière de pilote de chasse de l'as soviétique Alexandre Pokrychkine.

## Genèse
À la fin de l'année 1939, l'usine aéronautique no 1 Aviakhim, près de Moscou, produit alors des avions Polikarpov I-15bis et Polikarpov I-153. Ces biplans de chasse sont dépassés par les dernières productions, en particulier allemandes comme le Messerschmitt Bf 109, considérablement plus rapides. Les difficultés de production du Yakovlev BB-22 placent l'équipe dirigeante de l'usine dans une situation délicate, car elle n'a pour l'instant pas d'avion moderne pouvant être mis en production de série rapidement. Deux solutions sont envisagées pour remédier à cette situation : la production du I-26, le futur Yakovlev Yak-1, mais aussi le projet I-200 du bureau Polikarpov qui, pourvu d'un moteur Mikouline AM-37, devrait présenter des caractéristiques encore supérieures, la vitesse maximale étant estimée à 670 kilomètres par heure. En outre, il apparut que l'avion serait plus adapté à la production dans l'usine que le modèle de Yakovlev et demanderait moins d'aménagements des installations, ce qui devrait permettre une mise en production de masse plus précoce.
Restait néanmoins à finir l'étude du modèle. Or le bureau de Polikarpov était occupé à fond sur le développement du I-180. L'usine devait donc s'en occuper seule et donc créer son propre bureau d'étude. Le directeur de l'usine P.A. Voronine, avec l'accord du commissaire du peuple à l'industrie aéronautique M.M. Kaganovitch, donna l'ordre de créer le 8 décembre 1939 un département d'étude indépendant (OKO) au sein de l'usine. La direction en était confiée à Artem Mikoyan secondé par Mikhaïl Gourevitch et V.A. Romadine. Le bureau regroupant 70 spécialistes fut hâtivement organisé en deux jours. Le travail fut aussi mené de front avec les ingénieurs et techniciens de l'usine chargée de la mise en production future, de manière à avancer celle-ci autant que possible en tenant compte des possibilités de l'usine. Le résultat fut spectaculaire, le dessin approuvé le 25 décembre, le travail de conception terminé le 10 février 1940 et le premier prototype sortait de l'usine le 31 mars, pour effectuer son premier vol le 5 avril, moins de cent jours après le début de l'étude. Les essais d'usine démarrèrent aussitôt. Mais sans même en attendre les conclusions et encore moins celles des essais officiels, le 25 mai 1940, le I-200 est lancé en production de série en remplacement du Yakovlev BB-22 avec pour objectif d'en produire 125 avant la fin de l'année.
Lors du développement, les ingénieurs durent renoncer à utiliser le Mikouline AM-37 qui n'était pas encore au point et installer à sa place un AM-35A, moins puissant avec 1 350 ch. Cependant, les prototypes allaient démontrer que les performances en avaient peu souffert. Le 24 mai, le premier, piloté par A.N. Ekatov, atteint 648,5 km/h à 6 900 m d'altitude et le deuxième atteindra 650 à 7 000 m le 5 août, piloté par M.N. Yakouchine. Le 18 août, le premier prototype apparaît pour la première fois en public lors d'une parade à Touchino et, le 29, les deuxième et troisième sont remis à l'institut de recherche de la force aérienne pour y subir les tests officiels qui se terminent positivement le 12 septembre. La production commence et augmente rapidement. Elle atteindra 25 avions par jour au cours de l'année 1941. En récompense de son travail d'étude et industriel, le 31 décembre 1940, l'usine reçoit l'ordre de Lénine.

## Le I-200 ou MiG-1
L'originalité de cet avion résidait surtout dans la façon composite dont sa cellule était construite. La partie avant du fuselage était constituée par un treillis métallique fait de tubes et de formes recouvert par cinq panneaux rivetés formant le revêtement. L'arrière, lui, était de construction monocoque, mais en bois, un mélange de contreplaqué et de bois de pin collé et imprégné de bakélite. On retrouvait ce mélange de matériaux au niveau de la voilure dont les panneaux intérieurs, boulonnés sur le fuselage, étaient de construction métallique avec trois longerons, alors que ceux extérieurs, étaient construits autour d'un longeron unique en bois de pin recouvert de cinq couches de contreplaqué imprégné de bakélite. L'empennage était de type cantilever, le plan de profondeur était de construction métallique en deux parties et s'ancrait sur le fuselage en quatre points, son angle d'incidence était réglable au sol. La dérive était intégrée dans la construction du fuselage arrière.
Le train d'atterrissage était de type classique rétractable. Les deux jambes principales, pourvues d'amortisseurs oléo-pneumatiques de type Junkers, avaient leurs articulations sur la fin de la partie centrale de voilure et se rétractaient vers le fuselage grâce à des vérins à air comprimé. Les roues étaient équipées de pneumatiques et de freins. La roulette de queue, dotée d'un pneumatique en caoutchouc moulé, était elle aussi pourvue d'un amortisseur oléo-pneumatique.
La propulsion était donc assurée par un AM-35A, un moteur V12 capable de fournir 1 350 ch au décollage et 1 200 entre 3 000 et 6 000 m d'altitude. Deux radiateurs d'huile étaient installés dans des conduits à gauche et à droite du capot moteur, ainsi qu'un unique radiateur pour le liquide de refroidissement en dessous du poste de pilotage. L'alimentation en carburant se faisait par un réservoir de fuselage de 110 litres et deux autres situés dans la partie centrale de l'aile de 151 litres chacun. L'alimentation en air du compresseur se faisait par deux prises d'air situées aux emplantures de chaque aile. Le moteur entraînait une grande hélice tripale VISH-22E de trois mètres de diamètre dont les pales à pas variable étaient contrôlées par un régulateur R-2 pour obtenir une vitesse constante.
L'armement était constitué de trois mitrailleuses synchronisées sur l'hélice, deux ShKAS de 7,62 millimètres alimentées à 750 coups et une BS de 12,7 mm à 300 coups. Les deux ShKAS étaient montées sur les rangées de cylindres du moteur. Quant à la BS, elle était boulonnée au treillis du châssis. Elles étaient toutes trois déclenchées par un système pneumatique avec deux commandes : une pour la BS, l'autre pour les ShKAS. En secours il existait aussi un système mécanique pour ouvrir le feu. Deux lance-bombes, capables chacun d'emporter deux projectiles, étaient de plus montés sous les panneaux extérieurs de la voilure, permettant un emport total de 220 kg. Quatre rails pour des roquettes RS-82 pouvaient être aussi rajoutés à chaque aile. Le pilote était protégé par une plaque de blindage épaisse de 8 mm dans son dos, il disposait d'un viseur PBP-1 et d'une radio RSI alimentée par un générateur et une batterie. Il utilisait un dispositif d'alimentation en oxygène KPA-3bis pour les vols à haute altitude.

## Le MiG-3
Les tests officiels en septembre 1940 avaient néanmoins révélé quelques défauts de l'avion, en particulier un manque de stabilité longitudinale. L'équipe de Mikoyan y remédia très vite. Le quatrième prototype révisé vola dès le 29 octobre. La stabilité fut accrue en augmentant le dièdre de la voilure de 5° à 6°. Les problèmes de refroidissement furent corrigés par le remplacement du radiateur OP-229 par un OP-310 qui fut, de plus, légèrement avancé pour permettre l'installation d'un réservoir supplémentaire de 250 litres qui augmentait l'autonomie jugée insuffisante. Pour conserver l'équilibrage, on dut alors allonger le berceau moteur et avancer le AM-35A et, du fait de l'augmentation de masse au décollage, les pneumatiques du train principal furent agrandis, passant de 600 x 180 à 650 x 200 mm. Après cent MiG-1 produits, le 20 décembre, sortit d'usine le premier MiG-3 qui le remplaçait. Vingt autres allaient suivre avant la fin de l'année. Finalement, ce n'est pas ce prototype qui passa les essais officiels, entre 27 janvier et le 26 février 1941, mais deux exemplaires de série, les no 2107 et 2115, l'un d'eux atteignant à l'occasion la vitesse de 640 km/h à une altitude de 7 800 m. Un accident endeuilla finalement le développement de l'avion, le 13 mars, quand A. N. Ekatov à bord du no 2147, assommé à la suite d'une panne du compresseur, s'écrasa et se tua.
La production battait son plein, mais, parallèlement, de nombreuses améliorations de détail étaient appliquées directement sur la série à la suite des essais dans la soufflerie T-101 du TsAGI. À partir du 10 mai, la capacité du nouveau réservoir fut réduite à 140 litres pour éviter une diminution de la stabilité. Le 10 juillet apparaissaient des becs de bord d'attaque automatiques. Durant le dernier semestre de 1941 furent aussi introduits une variante du AM-35A entraînant non plus une VISH-22E, mais une AV-5L-123 et dont le rapport de réduction avait été ramené de 0,902 à 0,732, mais aussi des réservoirs supplémentaires externes, un nouveau capot moteur et un système d'extinction de feu par gaz inerte.
Autre domaine d'intense expérimentation, qui allait donner lieu à plusieurs variantes de l'avion. La première qui apparaît le 20 février 1941 rajoute deux mitrailleuses BK avec 145 coups montées en gondoles sous les ailes. Un total de 821 avions sera doté de cet armement. Le 20 septembre sort une version armée de deux mitrailleuses BS alimentées à 350 coups chacune. Sont aussi introduits les lanceurs ROB-82 avec trois rails pour des roquettes RS-82. Certains avions sont équipés d'une caméra AFA-I pour accomplir des missions de reconnaissance photographique. En octobre 1941, l'usine no 1 dut être évacuée sur Kouïbychev. La production devait y reprendre dès que possible, mais la VVS disposait de trois types de chasseurs, et le besoin prioritaire était un avion d'attaque au sol, appuyé par un télégramme de Staline en personne. Pour augmenter la production du moteur AM-38 du Iliouchine Il-2, celle du AM-35 dut être arrêtée, ce qui provoqua par contrecoup l'arrêt de celle du chasseur MiG. Durant cette période, vingt-deux derniers avions furent fabriqués, tous pourvus de deux canons SVAK de 20 millimètres. Ils furent rejoints en avril 1942 par trente avions réalisés à partir de pièces restantes et qui posséderont aussi ce puissant armement. Au total, 100 MiG-1 et 3172 MiG-3 sont sortis des chaînes des usines no 1 et 155, entre 1940 et 1942.
Entre-temps, l'avion avait connu le combat dès le déclenchement de l’opération Barbarossa, repérant une paire d’avions de reconnaissance Junkers Ju 86 allemands avant même le début des hostilités. Il est alors le chasseur moderne le plus courant au sein de la VVS, 1 200 avions ayant été livrés, presque deux fois plus que de Yak-1 et LaGG-3. Cependant, comme les livraisons étaient très récentes, l'avion était encore peu connu de ses pilotes. Conçu comme un chasseur de haute altitude, il déçut en dessous de cinq mille mètres, sa vitesse et sa manœuvrabilité étant inférieures. Il finit donc par être retiré des unités de la FA, l'aviation du front, au printemps 1942. En revanche, il se révélera un chasseur remarquable pour le PVOS, l'aviation de défense aérienne, qui l'utilisa jusqu'à la fin de la guerre, le gardant en service en « cannibalisant » certains exemplaires pour trouver les pièces destinées à maintenir en vol les autres.

## Derniers développements
La production étant arrêtée à la suite de l'abandon du moteur AM-35, plusieurs tentatives vont être faites pour trouver un remplaçant à celui-ci. L'emploi du AM-37 (en), est lui aussi rapidement écarté, car le moteur n'est pas au point et ne peut pas être produit faute d'usine disponible. Seuls le deuxième prototype de l'I-200, et un MiG-3, qui ainsi un MiG-7, furent équipés de ce moteur, la déclaration de guerre, puis l'évacuation de l'industrie, mettent fin à toute poursuite dans cette voie.
Autre essai, le montage du AM-38 de l'Il-2, ce qui permettait d'améliorer les performances à basse altitude au détriment de celles de haute altitude et résolvait le problème d'approvisionnement, le moteur étant fabriqué de façon massive. Un avion, le no 3595, fut transformé en juillet 1941 et vola le 31. Il fut essayé du 1er au 12 août et on constata que les radiateurs d'origine n'assuraient pas un refroidissement suffisant de l'avion. Lors des essais officiels en septembre, l'avion subit une déformation de ses réservoirs de carburant, ce qui nécessita un renvoi à l'usine après vingt-deux vols. Réparé, il reprit les vols le 4 octobre, mais le 5, au cours d'un essai, le pilote N.P. Bauline s'écrasa et se tua, par suite semble-t-il d'une attaque d'un chasseur allemand, détruisant tout travail de la part de l'usine. Néanmoins, par la suite, les mécaniciens de certaines unités de combat, à court de moteurs AM-35A, réalisèrent des conversions improvisées. Deux furent réalisées dans les ateliers du régiment aérien 402 et employées par la suite en combat : le no 4184, piloté par le major K.A. Grousdev, l'autre par le capitaine B.G. Borodaï. À bord de son avion transformé, Grousdev eut l'occasion d'attaquer une formation de bombardiers allemands et réussit à en abattre deux.
On essaya à deux reprises de monter un moteur en étoile Chvetsov M-82. Le premier projet désigné I-210 débuta pendant l'été 1941, utilisant un moteur M-82A. Des cinq prototypes motorisés par un M-82A et armés de trois mitrailleuses BS, le premier vola le 23 juillet 1941, le second, le 25 août, mais il démontrèrent des performances décevantes. Trois autres avions furent produits armés en plus de deux ShKAS supplémentaires. Ils furent versés au sein du 34e régiment de défense aérienne, en 1942. En septembre 1942, l'avion s'étant révélé inférieur au La-5, on arrêta le développement. Mais en juin 1943, les trois premiers prototypes furent versés au sein de la 260e division aérienne où ils servirent jusqu'en 1944. Le second projet débuta à la fin de 1942, le bureau MiG conçut une version améliorée du I-210, motorisé par un M-82F et avec une cellule revue entièrement, ce qui permit un allègement de 280 kg. Dix furent produits début 1943, le premier volant le 12 février. Armés de deux canons SVAk, ils étaient capables de voler à 670 km/h et de grimper à cinq mille mètres en quatre minutes. Mais à la fin des essais d'usine, durant le premier trimestre 1944, le projet fut abandonné.
Le 26 février 1943, le bureau MiG reçut l'ordre de produire six chasseurs améliorés, construits entièrement en bois, sauf le longeron central de la voilure. Ils se révélèrent plus légers de 150 kg que leurs prédécesseurs, malgré leur moteur AM-35 plus lourd de 40 kg, car construits sur une base de AM-38. Ils étaient armés de deux canons SVAK approvisionnés à 150 coups. Le premier vola en mai 1943 et cinq d'entre eux furent versés au sein du 12e régiment de défense aérienne. En septembre 1943, le dessin de l'I-230 fut modifié pour embarquer le tout nouveau moteur AM-39 de 1 800 ch. Prêt le 16 octobre, il effectua son premier vol le 19, mais fut endommagé le 5 novembre à la suite d'un atterrissage forcé. Réparé, il fut de nouveau accidenté le 5 mars 1944 lors des essais officiels, puis cassa son moteur lors d'un essai statique, le 19 mai. On décida alors d'arrêter le programme, malgré une vitesse de 707 km/h atteinte lors des essais.

## Variantes
- MiG-1 ou I-200 - principale version de production, cent construits
- MiG-1 avec moteur AM-37 - le second prototype du MiG-1 fut rééquipé à la fin de 1940, avec le moteur AM-37. Il fit son premier vol avec le nouveau moteur, le 6 janvier 1941, et on constata des problèmes de vibrations lors de la manœuvre de la commande gaz. L'appareil fut transféré à l'usine no 24 pour y remédier, mais il s'écrasa le 7 mai et ne fut pas réparé.
- IP-201 - projet d'un chasseur armé de deux canons MP-3 puis MP-6 de 23 mm sous les ailes, le troisième prototype du MiG-1 fut modifié, fin novembre 1940, et vola le 1er décembre. Mais par suite d'une panne d'essence l'avion fut endommagé et, le temps que l'on répare, en février 1941, les deux concepteurs du canon MP-6, YA.G.Taubine et M.N. Babourine, furent mis en accusation et tout travail sur cet armement cessa. Le seul résultat pratique qui découla du projet fut le montage de mitrailleuses BK sous les ailes des MiG-3 de série.
- MiG-7 - projet du MiG-3 remotorisé avec le AM-37, l'annulation de la production du moteur, après le début de la guerre, stoppa tout développement.
- MiG-3 avec moteur AM-38 - le MiG-3 no 3595, fut rééquipé avec un AM-38 et montra de bien meilleures performances en dessous de quatre mille mètres. Mais des problèmes de refroidissement et de déformation de réservoirs se posaient. Alors qu'on travaillait à y remédier, le 4 octobre l'avion s'écrasa tuant son pilote. Par la suite, certaines unités de combat transformèrent sur le terrain d'autres MiG-3, par exemple le 402e régiment de chasse en modifia deux, en novembre 1941. À bord de l'un d'entre eux le major K.A.Grousdev, chef du régiment, s'adjugea deux bombardiers adverses lors d'un vol d'essai.
- MiG-3 allégé - en 1943, le NII VVS, allégea certains MiG-3 pour accroître leur plafond opérationnel avec un gain de 187 kg. Il fut alors possible d'opérer à 11 750 m.
- I-210 ou MIG-9 - cinq prototypes avec moteur M-82A.
- I-211 ou MiG-9E - dix prototypes avec moteur M-82F.
- I-230 ou MiG-3U -  six prototypes avec structure plus légère entièrement en bois, moteur AM-35.
- I-231 - un prototype dérivé de l'I-230, mais avec moteur AM-39.